# ハウスシッター/結婚願望
『ハウスシッター/結婚願望』（ハウスシッター/けっこんがんぼう、原題：Housesitter）は、1992年制作のアメリカ合衆国のロマンティック・コメディ映画。フランク・オズ監督。出演はスティーヴ・マーティン、ゴールディ・ホーン。

## あらすじ
ニュートン・デイヴィス (スティーブ・マーティン) は、建設会社に勤務する、何かと上手くいかない建築士。彼は長年のガールフレンド、ベッキー（ダナ・デラニー）と一緒に住むべく、夢の家を故郷に建てるが、彼女に結婚を断られてしまい打ちひしがれる。彼はその家に住む気にはなれず、支払えない借金を抱えたまま放置する。3か月後、ニュートンはボストンのハンガリー料理店でグウェン（ゴールディ・ホーン）という名のウェイトレスに出会う。彼女が英語を話せないと思った彼は、ベッキーと放置された家について泣きながら話す。閉店後、ニュートンはグウェンがハンガリー人のふりをしていただけで、英語が話せることを知る。彼は彼女を家まで送っていくが、そこは働いている料理店の上の階にある小さなアパートの一室だった。その夜、彼らはセックスをする。
翌朝、グウェンはニュートンが真夜中に去ったことに気づく。彼はベッキーのために建てた家の図面を置き忘れていた。家の絵に興味をそそられたグウェンはバスに乗って家を見に行く。彼女は家に魅了され、そこに住むことに決める。グウェンは町の雑貨店に行き、食料品を「ニュートン・デイヴィス」へのツケで買う。ツケについて店員から訊かれると、グウェンは自分はニュートンの妻だと言い、生来の嘘つきであることが明らかになる。グウェンはベッキーと出会い、ニュートンとどの様にして恋に落ちたかについての長いロマンチックな物語を紡ぎ出し、ベッキーを驚かせ感動させる。グウェンはニュートンの両親にも会い、両親はニュートンが両親に言わずに「結婚」したことを悲しむが、グウェンはその魅力で、両親との関係を何とかスムーズなものにする。
その後すぐに、ニュートンは故郷に行き、自分の家に誰かが住んでいることを知りショックを受ける。ニュートンはグウェンのしたことに最初は激怒するが、すぐに彼女がそこにいることの利点に気付く。グウェンはニュートンのために様々な良い状況を作り出す。両親との関係を修復したり、ニュートンの上司と友達になりニュートンの隠されていた才能を披露したり、ベッキーを嫉妬させたりする。ニュートンとグウェンは、ニュートンがベッキーと結婚するのを手伝い、その代わりにグウェンがニュートンの家の家具を全て貰うということで合意する。一緒に過ごすうちに、ニュートンは合意された内容以外でもグウェンに依存するようになり、一方、グウェンの方もニュートンとの生活に愛着を抱き始める。また、グウェンは自分の自信の無さから強迫的に嘘をつくようになったこと、そして何度も「人生を変えた」ことも明らかになる。
ニュートンの家で開催されたパーティでは、ニュートンのキャリア、家族、ベッキーへの愛情などを巡って騒ぎが起こる。ベッキーの上から目線と疑い深さに腹を立てたグウェンは、皆の前でベッキーを、ニュートンを取り戻そうとしていると非難する。グウェンは泣きながら家を飛び出すが、ニュートンはそれがまだ計画の一部であると思いながら彼女の後を追う。2人っきりになった外でニュートンはグウェンの演技を称賛するが、グウェンは彼らの結婚生活が上手くいくことを望んでいたのだと答える。彼に対する彼女の気持ちは明らかだ。ニュートンの上司は彼を昇進させる。ニュートンはグウェンが去っていくのを戸惑いながら見守る。ベッキーはこの機会を捉えて、グウェンが言っていた詳しい話は全て本当なのかと尋ねる。 ニュートンは全て本当だと答えてグウェンを追いかける。
町を出るためにバスに乗ろうとするグウェンをニュートンが呼び止める。彼女は抵抗するが、ニュートンが彼女に倣って、彼らが「した」ことについての風変わりなロマンチックな物語を語り始め、グウェンは留まることに決める。映画は、ニュートンとグウェンが幸せに結婚し、家で一緒に暮らしているところで終わる。ニュートンとグウェンが一緒に家に入って行く際、ニュートンが「愛しているよ、グウェン」と言い、グウェンが「実はジェシカなの」と答える。

## キャスト
- ニュートン・デイヴィス：スティーヴ・マーティン（吹替：羽佐間道夫）
- グウェン・フィリップス：ゴールディ・ホーン（吹替：小山茉美）
- ベッキー・メトカーフ：ダナ・デラニー（吹替：幸田直子）
- ジョージ・デイヴィス：ドナルド・モファット（吹替：大木民夫）
- エドナ・デイヴィス：ジュリー・ハリス（吹替：香椎くに子）
- マーティ：ピーター・マクニコル（吹替：納谷六朗）
- リプトン牧師：クリストファー・デュラング（吹替：安西正弘）